# 여론
여론(輿論, 영어: public opinion)은 사회 대중의 공통된 의견이다. 여론은 한 나라의 정치, 사회에서 커다란 정치적 영향력을 가지고 있으며, 민주주의 사회에서는 올바른 여론의 조성과 그것의 반영이 중요하다.
여론은 영어로 퍼블릭 오피니언이라고 불린다. 그것은 퍼블릭의(혹은 퍼블릭한) 의견이다. 즉 국가와 정부의 의견이 아니고 사회와 시민 사이에 일어난 자생적(自生的)인 의견이고 '공중(公衆)'의 의견이다. 그것은 또 '공공(公共)'의 의견으로서 정책결정에 관계하는 공공적 내용을 가지고 있는 것이 지적되지 않으면 안 된다. 더욱이 그것은 '공공'의 의견이어서 사회적 이해와 요구가 확실하게 나타나 있는 것이 아니면 안 된다. 전에는 퍼블릭 오피니언이라는 경우의 '퍼블릭(公衆)'이 실질적으로는 '중간계급의 의견'에 지나지 않는다고 한 때도 있었으나 읽기 쓰기 능력의 증대와 커뮤니케이션 매체(媒體)의 발달에 의해서 그 한계가 무너지고 또한 조사기술의 발달에 의해서 온갖 계층의 의견을 측정할 수 있게 되었기 때문에 여론은 한층 정치적 의의를 획득하게 되었다. 그러나 조작가능성의 증대에 의해((여론의 역할) 여론은 사회의 어느 특수이익의 가면(假面)으로 될 수 있는 위험성도 증대했다.

## 정치에서의 여론의 역할
정치와의 관련에서 여론이라고 하는 경우에는 여론형성과 정책결정과의 관계가 가장 중요한 문제로서 부각된다. 여론은 정책결정에 대해서 2중(二重)의 역할을 가지고 있다고 생각할 수 있다. 그 하나는 정책결정에 대한 압력으로서의 역할로서 여론이라고 하는 형태로 사회의 이익이 표출(表出)되고 그것이 정책 속에 스며들게 하는 일이 있다. 민주주의는 때때로 여론에 의한 정치라고 말하고 있으나 그것은 여론이 갖는 이러한 역할을 강조한 것에 불과하다.
다른 면에 있어서 여론은 오늘날에는 정부 기타의 권력에 의해서 조작의 대상으로 되는 면을 가지고 있다. 이 목적을 위해 정부에 의하여 잘 사용되는 수단으로는 공보활동·선전·검열 및 정보관리의 새로운 방법 등이 있다. 최근에는 정부 그 자체가 여러 가지 여론조사를 실시해서 그 결과를 시책(施策)의 참고로 하게 되었다. 그러나 그 경우에도 조사의 방법 여하에 따라서는 자기가 바라는 것 같은 결과를 어느 정도 낼 수도 있으므로 여론조사의 이름을 빌린 여론조작(輿論操作)을 하지 못할 바도 아니다. 그러나 정부라 할지라도 여론을 고려하거나 조작하거나 하지 않으면 정책결정을 유효하게 수행할 수 없다는 의미로서는 여론은 오늘날 정치에 대하여 압력이 되고 굴레가 되며 방벽(防壁)이 되고 또한 조작되는 도구이기도 하다.

## 여론의 흐름
이전의 민주주의적 이론으로는 여론은 시민 사이에 있어서의 의견의 자유경쟁에서 생겨났으며 이렇게 해서 생긴 여론이 정당이라고 하는 렌즈를 통해서 의회라고 하는 스크린 위에 충실히 비친다고 생각되었다. 그러나 오늘날의 대중민주주의 사회에 있어서는 마치 경제세계(經濟世界)에 있어서 처음 의견의 자유경쟁시대가 끝나고 매스컴 기타에 의한 의견의 독점 내지 과점상태(寡占狀態)가 출현하는 경향을 보이고 있다. 거기서 매스컴에 의한 일방적인 흐름을 시정하고 또한 그것을 우리들 사이에서 정확히 받아들여 그것에 우리들의 요구를 가공하여 다시 돌려 보내기 위해서는 점점 오피니언 리더(여론지도자)의 존재가 중요하게 되었다.

## 같이 보기
- 공공 영역
- 정치적 사회화
- 공인 (법률)
- 진리
- 가브리엘 타르드
- 페르디난트 퇴니스
- 월터 리프먼
- 위르겐 하버마스